# Мельникова Алла Сергіївна
А́лла Сергіївна Ме́льникова (12 грудня 1929 — 30 жовтня 2005) — російський історик і нумізмат, доктор історичних наук, заслужений працівник культури. Автор понад 150 наукових публікацій з середньовічної грошової системи Русі, а також багатьох науково-популярних нумізматичних публікацій.

## Біографія
Алла Сергіевна Мельникова народилась  в Підмосков'ї, в селищі Немчиновка  Кунцевського району (зараз Одинцовський район). 
У 1952 році закінчила історичний факультет МДУ і отримала роботу в Державному історичному музеї. 
У 1963 році вийшла її книга «Псковські монети XV ст.». Ця книга з цієї теми вважається найкращою до сьогоднішніх днів.

У 1964 році Мельникова захистила кандидатську дисертацію за темою «Грошовий обіг в Російській державі в першій половині і середині XVII століття».

## Монографії
1. Твердые деньги. М.: Политиздат, 1971. 80 с.: ил. (Страницы истории Советской Родины.)
2. Московские клады. М.: Московский рабочий, 1973. 264 с.: ил., карт. (совм. с А. Г. Векслером.)
3. Твердые деньги. 2-е изд, доп. М.: Политиздат, 1973. 72 с.: ил. (Страницы истории Советской Родины.)
4. Московские клады. 2-е изд., перераб. и доп. М.: Московский рабочий, 1988. 253 с.: ил., карт. (совм. с А. Г. Векслером.)
5. Русские монеты от Ивана Грозного до Петра Первого: История русской денежной системы с 1533 по 1682 г. М.: Финансы и статистика, 1989. 318 с.: ил., 13 табл. на 1 л. вкл.
6. Булат и злато / А. С. Мельникова. — М. : Молодая гвардия, 1990. — 208 с. — (Эврика). — 100 000 екз. — ISBN 5-235-00801-4. (обл.)
7. История России в монетах. М., 1994. 254 с.: ил. (совм. с В. В. Уздениковым, И. С. Шикановой.)
8. Монетные клады: Сводка кладов и сведений о находках с русскими монетами, поступивших в Государственный Исторический музей после 1966 г / А. С. Мельникова, О. С. Дядченко. — М. : Изд-во ГИМ, 1994. — 112 с. — 500 екз. — ISBN 5-7196-0900-8. (обл.)
9. Российская история в московских кладах. М.: Жираф, 1999. 272 с.: ил. (совм. с А. Г. Векслером.)
10. Деньги в России: История русского денежного хозяйства с древнейших времен до 1917 г. М.: Стрелец, 2000. 224 с.: ил. (совм. с В. В. Уздениковым, И. С. Шикановой.)
11. Деньги России: 1000 лет. М.: Родина-Фодио, 2000. 325 с.: ил. (совм. с В. В. Уздениковым, И. С. Шикановой.)
12. Русские монетные клады рубежа XVI—XVII в. Киев: ЮНОНА-МОНЕТА, 2003. 196 с.: ил.
13. Очерки по истории русского денежного обращения XVI—XVII вв. М.: Стрелец, 2005. 320 с.: ил.
14. Русские монеты от Ивана Грозного до Петра Первого: История русской денежной системы с 1533 по 1682 г. М.: ЭКСМО, Наше слово, 2012